# Мен (бог)

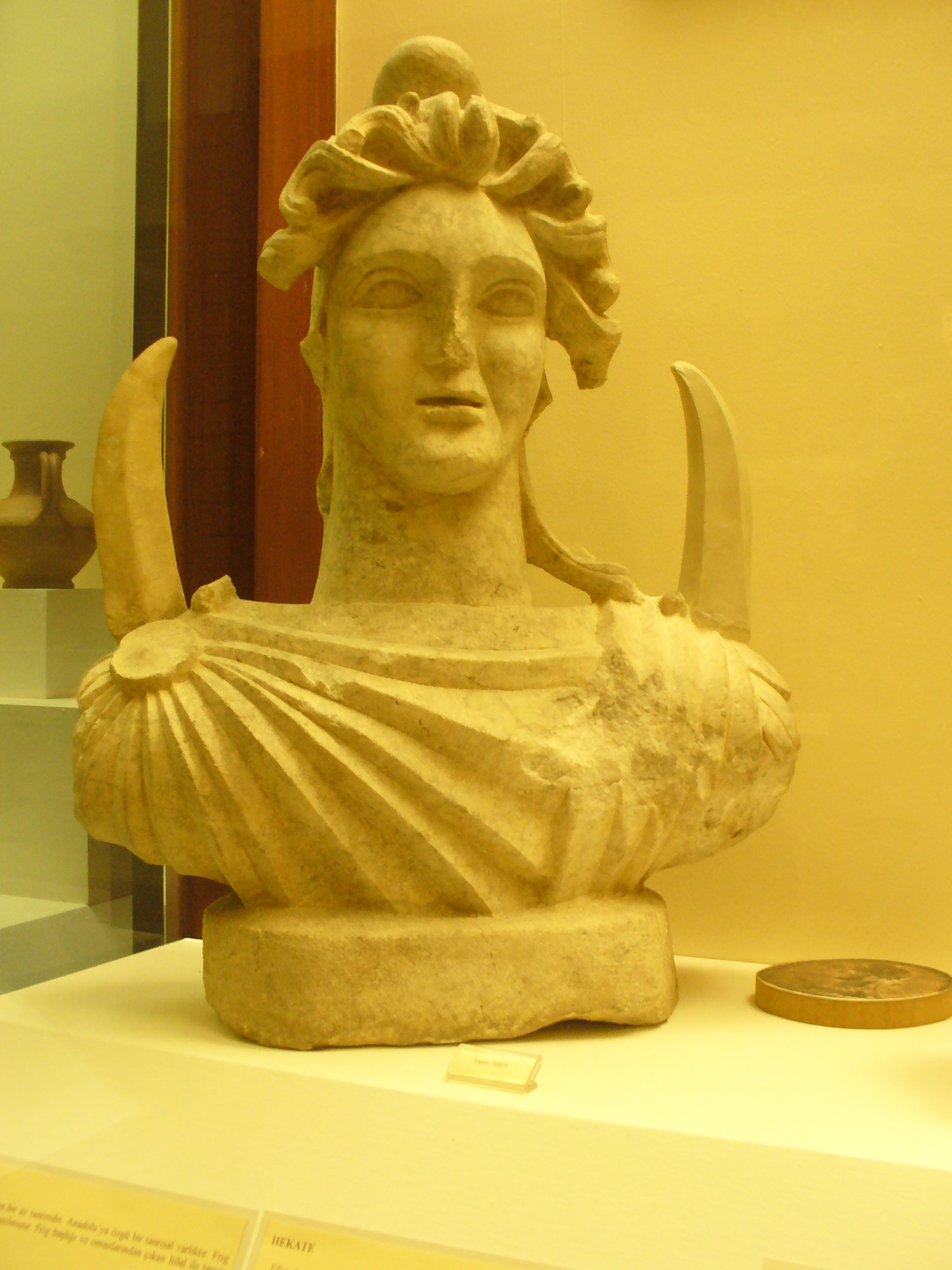
Погруддя бога Мена. (Музей анатолійської цивілізації, Анкара)

Мен (грец. Μήν) — фригійське божество Місяця, яке шанували повсюдно в Малій Азії. У 3 ст. до н. е. культ Мена проник до Аттики. Часто згадується під прізвиськом Тиран; у пізніші часи злився з Аттісом. Мена зображали юнаком із фригійським ковпаком на голові, з півмісяцем та рогами, які виростають у нього з плечей.